# Фабіо Дуарте Васконцелос
Фабіо Дуарте Васконцелос або просто Фабіо (порт.-браз. Fábio Duarte Vasconcelos, нар. 14 лютого 1980, Рондонополіс, штат Мату-Гросу, Бразилія) — бразильський футболіст, захисник та півзахисник.

## Життєпис
Розпочав футбольну кар'єру в 2001 році в клубі «Ріу-Бранку де Андрадас». Наступного року захищав кольори клубу «Фабріл» (Лаврас), але по ходу сезону виїхав до Європи, де підписав контракт з українським клубом «Металург» (Запоріжжя). Дебютував у футболці запорізького клубу 27 липня 2002 року в переможному (1:0) домашньому поєдинку 5-о туру Вищої ліги проти луцької «Волині». Фабіо вийшов на поле в стартовому складі та відіграв увесь матч. Єдиним голом у футболці «Металурга» відзначився 24 серпня 2003 року на 93-й хвилині переможного (2:1) виїзного поєдинку 1/16 фіналу кубку України проти охтирського «Нафтовика». Дуарте знову вийшов у старті та відіграв увесь матч. Разом з «металургами» виступав у першому раунді кваліфікації Кубку УЄФА, в якому за сумою двох матчів команда Фабіо поступилася англійському «Лідс Юнайтед». У футболці «Металурга» у Вищій лізі зіграв 35 матчів, 6 матчів (1 гол) провів у кубку України та 3 поєдинки — в Кубку УЄФА. На початку квітня 2004 року через відмову підписувати новий контракт з клубом був відсторонений від тренувань з першою командою, а незабаром після цього залишив розташування запорожців.
З 2004 по 2005 рік виступав на батьківщині за клуб «Уніан Барбаренсе». У сезоні 2005/06 років перейшов до «Манісаспору», який виступав у турецькій Суперлізі. У цьому клубі зіграв 10 матчів. Єдиним голом за турецький клуб відзначився у переможному (5:0) поєдинку 2-о туру турецького чемпіонату проти «Малатьяспору». У 2006 році повернувся до Бразилії, де знову захищав кольори «Уніан Барбаренсе».
Після цього повернувся на батьківщину, де часто змінював клуби. Виступав у командах «Волта-Редонда», «Ферровіарія» (Араракуара), «Ітапіренсе», «Уніан Барбаренсе», «Ріу-Клару», «Ікаса», «Іпіранга» (Макапа), «Таубате» та «Уберландія». У 2013 році нетривалий період часу виступав за команду рідного міста, «Рондонополіс», у футболці якого й завершив футбольну кар'єру.